# 図書館の主
『図書館の主』（としょかんのあるじ）は、篠原ウミハルによる日本の漫画作品。『週刊漫画TIMES』（芳文社）にて2011年1月7・14日合併号から2017年3月10日号まで不定期連載された。単行本は全15巻が刊行されている。

## 概要
図書館および児童書・童話をテーマにした作品であり、1話から数話で1つのエピソードを語る。エピソードごとに児童書のあらすじや謂れが紹介され、それが物語を進める鍵となっている。
本作との連動企画として『読売KODOMO新聞』（読売新聞社）2012年4月21日発行号より、ライブラリー面「NAVI&navi」にて主人公・御子柴による「児童書書評」が掲載されている。
2014年5月には朝日新聞出版から、図書館司書として働いた経歴を持つ作家真堂樹によるノベライズ『小説 図書館の主 塔の下のライブラリアン』が刊行された。

## あらすじ
年末の夜、忘年会で悪酔いした宮本は、公園の片隅に、「タチアオイ児童図書館」という図書館が建っていることに気がつく。「こんな時間までやってんのか…」と立ち寄った彼は、そこで口の悪い司書御子柴に出会う。成り行きで御子柴から本を片付けるよう言われた宮本は、その本の中の1冊「新美南吉童話集」に目をとめる。その中の一編「うた時計」で語られる物語は、「親を越えてみせる」と家を飛び出た宮本の境遇にあまりにも重なっていた。自分の境遇を察してこの本をすすめたのか、と尋ねる宮本に御子柴が語る。
「お前が本を選ぶんじゃない　本がお前を選んだんだ」――

## 登場人物
御子柴 貴生（みこしば たかお）
本作の主人公。児童書専門の司書で、児童書にまつわる知識は一流だが、口が悪く接客に難アリ。しかし子供には受けが良い。
マッシュルームカットが特徴で、子供からは「キノコ」「キノコさん」と呼ばれている。
宮本 光一（みやもと こういち）
中小企業の課長であり、年齢は30代半ば。
忘年会の後でふと立ち寄った図書館で御子柴と出会ったことから、児童書に興味を持ちはじめる。
父は地方の事業家であり、その威信に嫌気を覚えて東京に出てきた。
板谷 夏夜（いたや かよ）
タチアオイ児童図書館で働く、御子柴の同僚にあたる女性司書。竹を割ったような性格で、腕っ節も気も強い。不法侵入者に腕力で立ち向かうことも。
タチアオイ図書館に勤める以前は自衛隊に勤務していた経験を持つ。
神田 みずほ（かんだ みずほ）
夏夜とともにタチアオイ児童図書館で働く女性司書。優しい性格で癒しの存在。宮本に淡い思いを抱いている。
小手川 葵（こてがわ あおい）
一流企業「小手川グループ」の会長にして、私設図書館である「タチアオイ児童図書館」のオーナー。
公立図書館を利用した際に御子柴と出会い、彼の司書としての能力を見込んで、自ら設立したタチアオイ児童図書館に迎え入れる。
タチアオイ児童図書館の蔵書は、すべて彼女が読み終えてからでないと書架に並べないことになっている。
徳間（とくま）
御子柴の地元の古い公共図書館で司書として勤めていた。幼少時代の御子柴に、司書としての生き方を示し多大な影響を与える。
定年が近かったが、その図書館が新造されるのと時を同じくして図書館を離れることになり、それ以後御子柴とは会っていない。
同一人物と明言されてはいないが、高校時代の夏夜に、司書について意識するきっかけを与えたことをうかがわせる描写がある。
伊崎 守（いさき まもる）
谷岡書店で働きながら、絵本作家を夢見る書店員。御子柴を一方的にライバル視しているが、児童書に対する思いは熱い。
津久井 桂（つくい かつら）
桐ヶ谷高校3年生。御子柴の実妹で、姓が違うのは両親が離婚したため。御子柴は父に、桂は母に引き取られた。
タチアオイ児童図書館でクリスマス会を催す際に、ボランティアとして来館し御子柴と再会した。
父の事業の跡を継がず司書として働く御子柴に複雑な感情を抱く。
森下 美波（もりした みなみ）
桐ヶ谷高校1年生（初登場時）。タチアオイ児童図書館でクリスマス会を催す際に桂とともに来館。
空回りしながらも、先輩たちから託された児童文化研究会を存続させるために奮闘する。
金子（かねこ）
宮本の部下で、働きながら娘を育てるシングルマザー。伊崎とは高校の同級生で、彼が絵本作家を志すきっかけを与えている。
阿藤 拓馬（あとう たくま）
夏夜の自衛官時代の同僚で、階級は二曹。
竹花 由多加（たけはな ゆたか）
御子柴の大学時代の同級生。勤めている書店が図書館の管理委託を請け負うことになり、児童書について学ぶためにタチアオイ児童図書館に立ち寄ったことで御子柴と再会。
公共図書館の職を辞して私立図書館に勤める御子柴を難じる。
相模原（さがみはら）
御子柴と竹花の大学時代の恩師。「司書は戦い」と口にしており、誰もが平等に知識を得られる場としての図書館を守るための司書を養成してきた。
海老原 綾子（えびはら あやこ）
タチアオイ児童図書館近くの小学校に新任の学校司書として赴任してきた。以前の勤務先では学校内で孤立して辞職した経験があり、そのことが尾を引いている模様。

## 書誌情報
- 篠原ウミハル 『図書館の主』 芳文社〈芳文社コミックス〉、全15巻[1]
  1. 2011年8月9日発売 ISBN 978-4-8322-3262-4
  2. 2012年1月16日発売 ISBN 978-4-8322-3281-5
  3. 2012年6月16日発売 ISBN 978-4-8322-3302-7
  4. 2012年12月14日発売 ISBN 978-4-8322-3334-8
  5. 2013年4月16日発売 ISBN 978-4-8322-3347-8
  6. 2013年8月17日発売 ISBN 978-4-8322-3365-2
  7. 2013年12月16日発売 ISBN 978-4-8322-3384-3
  8. 2014年5月16日発売 ISBN 978-4-8322-3402-4
  9. 2014年11月15日発売 ISBN 978-4-8322-3425-3
  10. 2015年4月16日発売 ISBN 978-4-8322-3448-2
  11. 2015年9月16日発売 ISBN 978-4-8322-3467-3
  12. 2016年2月16日発売 ISBN 978-4-8322-3489-5
  13. 2016年7月15日発売 ISBN 978-4-8322-3508-3
  14. 2016年11月16日発売 ISBN 978-4-8322-3524-3
  15. 2017年6月16日発売 ISBN 978-4-8322-3553-3

- 真堂樹 篠原ウミハル（原作、イラスト）『小説 図書館の主 塔の下のライブラリアン』 朝日新聞出版
  1. 2014年5月20日発売　ISBN 978-4-02-251169-0

## 作中で扱われた児童書
- 新美南吉「うた時計」（第1話）
- ロバート・ルイス・スティーヴンソン『宝島』（第2話）
- オスカー・ワイルド『幸福の王子』（第3話、第4話）
- セルマ・ラーゲルレーヴ『ニルスのふしぎな旅』（第6話）
- 江戸川乱歩「少年探偵団シリーズ」（第7話）
- ジーン・ウェブスター『あしながおじさん』（第10話）
- 高垣眸『豹（ジャガー）の眼』（第13話）
- 宮沢賢治『貝の火』（第15話、第16話）
- チャールズ・ディケンズ『クリスマス・キャロル』（第18話、第19話）
- ハンス・クリスチャン・アンデルセン『絵のない絵本』（第20話、第21話、第22話）
- グリム兄弟『ヘンゼルとグレーテル』（第23話、第24話）
- 宮沢賢治『注文の多い料理店』（第28話）
- ハンス・クリスチャン・アンデルセン『人魚姫』（第29話）
- エーリッヒ・ケストナー『飛ぶ教室』（第30話）
- アントワーヌ・ド・サン＝テグジュペリ『星の王子さま』（第31話 - 第35話）
- ジュール・ヴェルヌ『十五少年漂流記』（第40話 - 第42話）
- 小川未明『赤い蝋燭と人魚』（第43話 - 第47話）
- ジュール・ルナール『にんじん』（第64話 - 第66話）
- フランシス・ホジソン・バーネット『秘密の花園』（第96話 - 第98話）
- フランシス・ホジソン・バーネット『小公子』（第99話）